# 日東通建
日東通建（にっとうつうけん）は、かつて存在した日本の情報通信建設会社。主として電話・通信の工事を請け負う情報通信建設会社であり、日本コムシスなどが所属するコムシスグループに属していた。
2012年10月1日付けで、同じくコムシスグループの情報通信建設会社であった東京通建と、東京通建（合併と同時にコムシスモバイルに社名変更）を存続会社として合併したことにより消滅した。

## 事業所
- 本社 東京都港区港南（登記上の本店兼ねる）
- 支店 大阪市、札幌市、新潟市、さいたま市、名古屋市、広島市、福岡市

## 官公庁工事の落札
- 佐世保在日米軍思いやり予算工事
- 海上保安庁第三管区海上保安本部工事

## 主な建設事業
- 電気工事業
- 電気通信工事業
- 塗装工事業
- 土木工事業
- 鋼構造物工事業
- とび・土工工事業
- 一級建築士事務所
- 第一種無線局認定点検

## 主な取引先
- 日本コムシス
- サンワコムシスエンジニアリング
- NECネッツエスアイ株式会社
- ドコモ・エンジニアリング関西株式会社
- NTTファネット・システムズ株式会社
- NTTインテリジェント企画開発株式会社
- 東京都
- 防衛施設庁
- 成田国際空港株式会社
- 中小企業総合事業団
- 海上保安庁（保安部）
- 関東管区警察局
- 国土交通省（大阪航空局）（新東京空港事務所）